# Сын каторжника
«Сын каторжника» (фр. Le Fils du forcat) — приключенческий роман французского писателя Александра Дюма-отца, опубликованный в 1860 году. По одной из версий, был написан Дюма в соавторстве с Гаспаром Шервилем.

## Сюжет и история текста
Действие романа происходит в Марселе в 1831—1849 годах. Его главный герой — портовый грузчик месье Кумб. Он спасает соседку Милетту, которую пытается убить её муж. Преступника отправляют на каторгу, Кумб делает Милетту своей кухаркой, а её сын Мариус с годами начинает считать Кумба своим отцом. Когда рядом поселяется богач Жан Риуф, известный своими жестокими шутками, Кумб отправляет Мариуса спровоцировать ссору, но тот встречает сестру Риуфа по имени Мадлен и влюбляется в неё, после чего конфликт улаживается мирно. Мариус находит у Мадлен взаимность. Позже он спасает нищего, упавшего со скалы, и выясняет, что это его настоящий отец Пьер, получивший свободу. Последний смертельно ранит Риуфа, когда пытается обокрасть его дом, и подозрение падает на Кумба. Милетта находит мужа, тот убивает её, но Кумб убивает Пьера. Выясняется, что Риуф пришёл в себя и назвал убийцу. Теперь счастью Мариуса и Мадлен ничто не мешает.
Роман был написан в 1860 году (возможно, соавтором Дюма в этом случае был Гаспар Шервиль). Существует предположение, что изначально Дюма хотел создать на марсельском материале пьесу, но позже скорректировал свой замысел. «Сын каторжника» увидел свет в том же году в виде отдельной книги в парижском издательстве Michel Levy Freres.